# Leo Paolazzi
Pour les articles homonymes, voir Antonio Porta (homonymie).
Leo Paolazzi (né le 9 novembre 1935 à Vicence et mort à Rome le 12 avril 1989), connu en littérature sous le nom de plume Antonio Porta, est un romancier, poète et traducteur italien contemporain.

## Biographie
Écrivain de la neoavanguardia, Leo Paolazzi a été l'un des membres fondateurs du Groupe 63. Il a été inclus dans la célèbre anthologie des Novissimi (1961, puis Einaudi, 1965) ; des textes remaniés ICI (sous BASE: A.Porta). 
Une grande partie de son œuvre est publiée sous le pseudonyme « Antonio Porta ».

## Œuvres
- Calendario, Schwartz, Milano, 1956, sous le nom de Leo Paolazzi
- La palpebra rovesciata, Azimuth, Milan, 1960
- I novissimi, Edizioni de il verri, Milan, 1961
- Zero, edizione numerata, in proprio, Milan, 1963
- Aprire, poésie, All'Insegna del pesce d'Oro, Milan, 1964
- I rapporti, poésie, Feltrinelli Editore, Milan, 1966
- Partita, romanzo, Feltrinelli Editore, Milan, 1967
- Cara, poésie, Feltrinelli Editore, Milan, 1969
- Metropolis, poésie, Feltrinelli Editore, Milan, 1971 (finaliste Premio Viareggio).
- Week-end, poésie, Cooperativa Scrittori Editrice, Rome 1974
- La presa di potere di Ivan lo sciocco, théâtre, Einaudi Editore, Turin, 1974
- Quanto ho da dirvi, toute la poésie de 1958 à 1975, Feltrinelli Editore, Milan, 1977
- Il re del magazzino, roman, Arnoldo Mondadori Editore, Milan, 1978
- Pin Pidìn, poètes d'aujourd'hui pour les enfants (avec Giovanni Raboni), Feltrinelli Editore, Milan, 1978.
- Passi Passaggi, poésie, Arnoldo Mondadori Editore, Milan, 1980 (Premio " Val di Comino ", finaliste Premio D'Annunzio)
- Se fosse tutto un tradimento, histoires, Guanda Editore, Milan, 1981
- L'aria della fine, poésie, Lunarionuovo, Catania, 1982 (Premio Gandovere - Franciacorta)
- Emilio, poème pour les enfants, Emme Edizioni, Milan, 1982
- La poesia che dice no, téléfilm (RAI, terza rete, de Gianni Jannelli), La Spezia, 1983
- Invasioni, poésie, Arnoldo Mondadori Editore, Milan, 1984 (Premio Viareggio, Premio Città di Latina)
- Nel fare poesia, anthologie accompagnée d'écrits sur leur méthode de travail, Sansoni, Firenze, 1985
- La stangata persiana, théâtre, Corpo 10, Milan, 1985
- La festa del cavallo, théâtre, Corpo 10, Milan, 1986
- Melusina, una ballata e diario, Crocetti Editore, Milan, 1987
- Il giardiniere contro il becchino, Arnoldo Mondadori Editore, Milan, 1988 (Premio Carducci, Premio Acireale, Premio Stefanile)
- Partorire in chiesa, racconto, Libri Scheiwiller, Milan, 1990
- La mia versione del canto V dell'inferno dantesco, sous la direction de Daniele Oppi, Raccolto Ed., cascina del Guado, 1991. Avec une litho-sérigraphie de Gianfranco Baruchello - 230 copies numérotées et signées
- Il Progetto Infinito, sous la direction de Giovanni Raboni, Quaderni Pier Paolo Pasolini, Rome, 1991 (diffusé par Garzanti)
- Los(t) angeles, roman inédit, Vallecchi Editore, Firenze, 1996
- Poesie 1956-1988, sous la direction de Niva Lorenzini, Oscar Mondadori, Milan, 1998
- Emilio, poème pour tous, nouveau texte écrit à partir de l'illustration d'Altan, Nuages Edizioni, Milan, 2002
- Yellow, poésie inédite, sous la direction de Niva Lorenzini, Mondadori, Milan, 2002
- Tutte le poesie (1956-1989), sous la direction de Niva Lorenzini, Garzanti, Milan, 2009
- La scomparsa del corpo, toutes ses histoires, Manni Editori, Lecce, 2010
- Piercing the Page: Selected Poems 1958-1989, édité avec une introduction de Gian Maria Annovi et un essai d'Umberto Eco, Otis - Seismicity, Los Angeles,  2012